# هير زيكيري
هير زيكيري (بالألبانية: Hair Zeqiri‏) هو لاعب كرة قدم ألباني في مركز الوسط، ولد في 11 أكتوبر 1988 في فلوره في ألبانيا. شارك مع منتخب ألبانيا تحت 21 سنة لكرة القدم ومنتخب ألبانيا لكرة القدم. أما مع النوادي، فقد لعب مع تشايكور ريزه سبور ونادي فلامورتاري فلوره ونادي كوكسي.

## وصلات خارجية
- هير زيكيري على موقع الاتحاد الأوربي (الإنجليزية)
- هير زيكيري على موقع اتحاد تركيا (لاعب) (الإنجليزية)
- هير زيكيري على موقع قاعدة بيانات كرة القدم.إي يو (الإنجليزية)
- هير زيكيري على موقع ناشيونال فوتبول تيمز (الإنجليزية)
- هير زيكيري على موقع Soccerway.com (الإنجليزية)
- هير زيكيري على موقع عالم كرة القدم.نت (الإنجليزية)